# Буддийская космология
Буддийская космология — представление о мироздании, перерождениях и местопребываниях, развитии вселенной согласно классическим буддийским сочинениям — в частности канону Трипитака и энциклопедии Абхидхармакоша, а также по многочисленным комментариям.
Буддийскую космологию можно условно разделить на следующие части:
- пространственная космология (теория местопребываний), описывающая сферы, миры, уровни пребывания существ в результате перерождений (а также состояния сознания),
- и представления о времени, периодах возникновения и разрушения миров, измеряемых в кальпах. Эти представления связаны с буддийской теорией появления, развития и гибели миров.

Буддийская космология рассматривает в первую очередь духовные миры, которые не всегда имеют материальный эквивалент.

## Вертикальная иерархия местопребываний
Миры, в которые попадают после смерти в результате перерождений, во время медитации, или миры, характеризующие состояния сознания, определяют вертикальную систему местопребываний.
В первую очередь выделяются три сферы, тридхату (санскр. त्रिधातु, IAST: Tridhātu):
1. Сфера чувственного, камадхату (санскр. कामधातु, IAST: Kāmadhātu), в которой пребывают существа, испытывающие чувства, желания, стремления, страсти;
2. Сфера форм (материальная сфера), рупадхату (санскр. रूपधातु, IAST: Rūpadhātu), соответствующая дхьянам (йогическим сосредоточениям) полной объективности, когда чувственное отсутствует, но присутствуют только элементы материи (формы), сознание в сфере форм находится в состоянии объективности и беспристрастности;
3. Сфера отсутствия форм (нематериальная сфера), арупьядхату (IAST: Ārūpyadhātu), в которой отсутствуют элементы материального мира.

Вертикально выделяют также шесть миров (иногда пять миров). Высшим сферам форм и отсутствия форм соответствуют высшие области мира богов, остальные миры, включая большое количество небес мира богов, относятся к сфере чувственного.
Каждый уровень или местопребывание соответствует определённому состоянию сознания. Местопребывание зависит от предыдущих деяний (карма) и от состояния сознания существа в данный момент. Миры существуют, пока в наличии есть существа, их заполняющие. Миры исчезают, если не остаётся никого, кто этому миру принадлежит. И снова возникают, если возникнет хотя бы одно существо с сознанием этого мира. При этом существа могут физически находиться в одном и том же месте, но принадлежать разным мирам (например, люди и животные).
Понятие «брахма» используется по отношению к высшим существам из мира богов (дэва), находящимся в сфере форм или в сфере отсутствия форм. В более узком смысле мир Брахмы — три нижних местопребывания в сфере форм.
Совершенно не обязательно более высокий уровень «лучше» или ценнее более низкого. Многие местопребывания считаются бесполезными или тупиковыми, нередко наивысшие местопребывания в группе являются препятствием для достижения определённых целей. Оценка местопребываний различается в различных буддийских школах. Особо ценится человеческое местопребывание по причине возможности принимать решение и выбирать правильный путь.
Хотя «формально» местопребывания связаны с «перерождением души после смерти», речь всё-таки идёт о мгновенных состояниях сознания, которые могут меняться и в течение жизни, потому что буддизм не признаёт понятия души (см. анатман).
Описание мироздания содержит много элементов мифологии. Буддизм никогда не воспринимал эти описания буквально, уровни и местопребывания имели скорее метафорический смысл. При этом в систему буддийской космологии были вписаны индийские ведийские представления и нередко — местные шаманские культы. Своё место нашёл Великий Брахма (творец мира согласно ведийскому миропредставлению). Таким образом, буддизм в полемике с другими школами не отрицает их учение, а чётко указывает место их представлений в буддийской иерархии миров.
Подчёркивая метафорический смысл буддийской космологии, Далай-лама XIV говорил, что если «быть буддистом» означает верить в мировую гору Сумеру, континенты вокруг неё, небеса и подземный ад, то он — не буддист.

### Сфера отсутствия форм(Арупьядхату)
Сфера арупьядхату или арупалока (IAST: Arūpaloka), тиб. gzugs.med.pa'i khams) не находится нигде в физическом мире, и ни одно из существ не имеет конкретного места, поэтому говорят только об уровнях сферы отсутствия форм, подчёркивая, что в этой сфере нет местопребываний. Эти четыре типа медитационного погружения (дхьяны) дэвов (богов) высшего уровня в нематериальную реальность (Arupajhana, arūpadhyāna) может возникнуть в виде награды за очень хорошую карму. Хотя эти состояния — верх достижения в медитации, и их иногда путают с нирваной, это всё же не нирвана и рано или поздно последует утрата стабильности и перерождение в низких уровнях сансары. Поэтому отношение махаяны к этим четырём состояниям сознания может быть неоднозначным и скорее отрицательным, потому что пребывание в этих состояниях очень длительно и бессмысленно с точки зрения спасения всех живых существ от сансары. Нахождение на этих уровнях, когда пропускаются многие кальпы возникновения и разрушения вселенной, а потом возврат обратно в низшие миры ничего не приносит существу, кроме большой потери времени. Анализ этих состояний показывает, что буддизм не считает медитацию самоцелью и предпочитает более низкие медитационные уровни наивысшим. Поэтому бодхисаттвы никогда не рождаются в этой сфере, даже если они входят в соответствующие дхьяны (медитационные погружения).
Существа нематериальной сферы не имеют опоры ни в одном материальном объекте и не имеют опоры в теле, и их состояния самодостаточны — они получают наслаждение от своих состояний как таковых и стремятся их максимально продлить, поэтому сроки пребывания в этих состояниях огромные. Однако эти медитационные погружения тоже заканчиваются. У них две опоры — принадлежность к роду (то есть самодостаточность самого состояния) и жизненная сила, когда опоры иссякают, состояния прекращаются.
Обычные живые существа не могут переродиться в этой сфере, только йоги, занимающиеся специальной медитацией.
Существуют четыре типа богов (дэвов) сферы отсутствия форм, соответствующих четырём дхьянам (от высших к низшим):
1. Сфера, где нет ни восприятия, ни не-восприятия — Найвасамджнянасамджняятана (IAST: Naivasaṃjñānāsaṃjñāyatana, пали: Nevasaññānāsaññāyatana, тиб. du.shes.med 'du.shes.med.min). В этой области сознание уходит за пределы восприятия (самджня, IAST: saṃjñā) и отвержения чего бы то ни было, и попадает в такое состояние, когда они не вовлекаются в восприятие, но это состояние совершенно не является бессознательным. Этого состояния достиг Удрака Рамапутра (IAST: Udraka Rāmaputra, пали: Uddaka Rāmaputta), второй из учителей Гаутамы Будды, и считал, что это и есть просветление.
2. Сфера, где ничего нет (буквально: «отсутствует что бы то ни было») — Акимчаньяятана (IAST: Ākiṃcanyāyatana, пали: Ākiñcaññāyatana, тиб. ci.yang.med). В этой дхьяне существо задумывается на тему, что «ничего нет». Эта дхьяна является особой, очень глубокой формой восприятия. Этого состояния достиг Арада Калама, первый из двух учителей Гаутамы Будды, и считал, что это и есть просветление.
3. Сфера бесконечного сознания — Виджнянанантьяятана (IAST: Vijñānānantyāyatana), пали: Viññāṇānañcāyatana, тиб. rnam.shes mtha'.yas). В этой дхьяне происходит медитация на сознании или осознавании (виджняна), проникающим повсюду без ограничений.
4. Сфера бесконечного пространства — Акашанантьяятана (IAST: Ākāśānantyāyatana, пали: Ākāsānañcāyatana, тиб. nam.mkha' mtha'.yas). В этой сфере нематериальные существа медитируют на неограниченном пространстве (акаша, ākāśa), распространяющемся повсюду без ограничений.

### Сфера форм(Rūpadhātu)
Сфера форм (Rūpadhātu, Pāli: Rūpaloka; тиб. gzugs.kyi khams) соприкасается с физической, материальной реальностью; её обитатели имеют тела, но эти тела сделаны из особой, тонкой субстанции, которая не видима обитателям Сферы чувственного. Как гласит Джанавасабха-сутта (Janavasabha Sutta), когда брахма (существо мира Брахмы или сферы форм) собирается посетить дэву с неба Трайястримша (Trāyastriṃśa) в сфере чувственного, он принимает нарочито грубую форму, чтобы стать видимым.
Существа Сферы форм не погружаются в беспредельные удовольствия и не страдают от боли, их не мучают стремления к наслаждениям для своих органов чувств, что свойственно существам Сферы чувственного. А тела существ сферы форм не имеют ни пола, ни половых признаков.
Подобно существам Сферы отсутствия форм, обитатели Сферы форм пребывают в медитационном сосредоточении (дхьяне). Всего Сфере форм соответствует четыре низших дхьяны и одна высшая (см. Рупадхьяна). Каждая из этих дхьян подразделена на несколько местопребываний, соответствующих уровням, по три для четырёх низших дхьян, и пять местопребываний для высшей дхьяны Шуддхаваса, всего в сфере форм семнадцать местопребываний (в тхераваде шестнадцать, высшая дхьяна имеет на одно местопребывание меньше).
Физически Сфера форм состоит из ярусов, каждый следующий из которых вдвое больше того, который под ним, и вдвое меньше того, который над ним. При этом сами размеры тел высших существ больше, чем низших. Размеры этих ярусов вычисляются в йоджанах, одна йоджана в 4000 раз больше человеческого роста, примерно 7,32 километра.

#### Чистые местопребывания Шуддхаваса-дхьяны (Śuddhāvāsa), четвёртаядхьяна
Шуддхаваса (Pāli: Suddhāvāsa; тиб. gnas gtsang.ma) означает «Чистые обители», это высшие местопребывания сферы форм. Они отличаются от других миров Сферы форм тем, что их обитатели — не те, кто просто накопил заслуги или технику медитации, а такие не-возвращающиеся (анагамины), которые уже встали на путь архата, те кто получат просветление непосредственно из Шуддхаваса и не будут перерождаться в низших мирах. Каждый Шуддхаваса-дэва является, таким образом, защитником (протектором) буддизма. Но так как Шуддхаваса-дэва никогда не рождается за пределами мира Шуддхаваса, он не может родиться человеком, поэтому Бодхисаттва никогда не родится в этом мире — Бодхисаттва должен появиться в мире людей.
Так как единственным способом родиться в мирах Шуддхаваса является следование учению Будды, эти миры могут оставаться пустыми долгие времена, если не появляется Будда. Однако, в отличие от других миров, миры Шуддхаваса никогда не уничтожаются из-за природных катастроф. Шуддхаваса-дэвы могут предсказать приход Будды и могут объяснить людям, принимая форму брахманов, по каким признакам следует распознать Будду. Они же объяснят, что Бодхисаттва в своей последней жизни увидит те четыре признака, которые приведут к его отречению.
Пять местопребываний Шуддхаваса сверху вниз:
1. Высшие боги, Акаништха (IAST: Akaniṣṭha, IAST: Akaniṭṭha) — мир высших дэвов, не имеющих старше себя. Так как это самое высокое из местопребываний сферы форм, его используют для обозначения высших пределов Вселенной. Здесь возможно родится Шакра, правитель 33-х богов. Продолжительность жизни в этом местопребывании составляет 16 000 кальп. Высота этого мира составляет 167 772 160 йоджан над Землёй.
2. Ясновидящие боги, Сударшана (Sudarśana, Sudassī) — ясновидящие дэвы, живущие в мире, подобном миру Акаништха. Высота этого мира составляет 83 886 080 йоджан над Землёй.
3. Прекрасные боги, Судриша (IAST: Sudṛśa или Sudassa — красивые дэвы — место перерождения для пяти типов анагаминов. Высота этого мира составляет 41 943 040 йоджан над Землёй.
4. Безмятежные боги, Атапа (Atapa, Atappa) — невозмутимые дэвы, чьего содействия хотят обитатели низших миров. Высота этого мира составляет 20 971 520 йоджан над Землёй.
5. Не теряющие процветания боги, Авриха (IAST: Avṛha, Aviha) — местопребывание «не-падающих» дэвов, это обычная цель для перерождений анагаминов. Многие из них становятся архатами непосредственно из этого мира, но некоторые умирают и перерождаются в следующем мире Чистой обители, пока не переродятся в высшем местопребывании Акаништха IAST: Akaniṣṭha. Поэтому на пали их называют также уддхамсота (uddhaṃsota), «те, кого несёт вверх». Жизнь в этом мире длится 1 000 кальп (согласно Вибхаджьяваде). Высота этого мира составляет 10 485 760 йоджан над Землёй.

#### Четвёртаядхьяна: Местопребывания Брихатпхала (IAST:Bṛhatphala)
Местопребывания Брихатпхала соответствуют четвёртой дхьяне — йогической концентрации невозмутимости (Upeksa). Эти местопребывания находятся на границе той Вселенной, которая подвержена разрушению ветром в конце великой кальпы, и существа, находящиеся здесь, спасаются от этого разрушения.
1. Бессознательные боги Асанньясатта (Asaññasatta , IAST: Asaṃjñasattva) (рассматриваются только в вибхаджьяваде) — «бессознательные существа», это такие дэвы, которые стремились достичь высших медитационных погружений (подобных Сфере отсутствия форм), и, пытаясь избежать трудностей восприятия, достигают состояния не-восприятия, в которое погружаются на длительное время. Однако в конечном итоге восприятие все равно проявляется, и они опускаются в более низкие местопребывания.
2. Боги, обладающие всевозрастающим плодом Брихатпхала (IAST: Bṛhatphala, Vehapphala, тиб. bras.bu che) — дэвы, обладающие «великим плодом». Пребывание в этом мире занимает 500 великих кальп. Некоторые анагамины перерождаются здесь. Этот мир расположен на высоте 5 242 880 йоджан над Землёй.
3. Боги, обладающие избытком добродетели Пуньяпрасава (IAST: Puṇyaprasava, местопребывание рассматривается только в сарвастиваде;тиб. bsod.nams skyes) — Мир дэвов, потомков благих качеств. Этот мир расположен на высоте 2 621 440 йоджан над Землёй.
4. Безоблачные боги Анабхрака (Anabhraka, местопребывание рассматривается только в сарвастиваде; тиб. sprin.med) — Мир безоблачных дэвов. Этот мир расположен на высоте 1 310 720 йоджан над Землёй.

#### Третьядхьяна: Местопребывания Шубхакритсна (IAST:Śubhakṛtsna)
Медитационное сосредоточение дэвов в мирах Шубхакритсна IAST: Śubhakṛtsna соответствует третьей дхьяне, это состояние характеризуется спокойной радостью (сукха (sukha)). У этих существ есть тела и они излучают постоянный свет. Местопребывания Шубхакритсна IAST: Śubhakṛtsna находятся на границе той части Вселенной, которая подвержена разрушению водой по завершении Махакальпы, потоки воды не поднимутся так высоко, чтобы достичь этой сферы.
1. Боги всецелого блаженства Шубхакритсна (IAST: Śubhakṛtsna, IAST: Subhakiṇṇa / Subhakiṇha, тиб. dge.rgyas) — также мир дэвов «всеобщей красоты». Продолжительность жизни в этом мире — 64 великих кальпы (по некоторым источникам: 4 великих кальпы). 64 великих кальпы — это как раз период разрушения Вселенной ветром, включая эти миры. Этот мир расположен на высоте 655,360 йоджан над Землёй.
2. Боги безграничного блаженства Апраманашубха (IAST: Apramāṇaśubha, IAST: Appamāṇasubha, тиб. tshad.med dge) — также мир дэвов «неограниченной красоты». Продолжительность жизни в этом мире — 32 великих кальп (Vibhajyavāda tradition). Они обладают «правдой, доблестью, учёностью, и мудростью и щедростью». Этот мир расположен на высоте 327 680 йоджан над Землёй.
3. Боги ограниченного блаженства Паритташубха (Parīttaśubha , Parittasubha , тиб. dge.chung) — также мир дэвов «ограниченной красоты». Продолжительность жизни в этом мире — 16 великих кальп. Этот мир расположен на высоте 163 840 йоджан над Землёй.

#### Втораядхьяна: МестопребыванияАбхасвара(Ābhāsvara)
Медитационное сосредоточение дэвов в мирах Абхасвара IAST: Ābhāsvara соответствует второй дхьяне, это состояние характеризуется восхищением (prīti) и радостью (сукха (sukha)). Эти существа громко восклицают от радости aho sukham! («О радость!»). У этих существ есть тела и они излучают свет вспышками как молнии. У них одинаковые тела, но разные восприятия.
Местопребывания Абхасвара находятся на границе той части Вселенной, которая не подвержена разрушению огнём по завершении Махакальпы, пламя огня не поднимется так высоко, чтобы достичь этой сферы. После того, как мир был разрушен огнём с началом новой вивартакальпы миры снова начинают заселяться существами из миров Абхасвара.
1. Лучезарные боги Абхасвара (Ābhāsvara , Ābhassara , тиб. od.gsal) — мир дэвов «обладающих блеском». Продолжительность жизни в этом мире — 8 великих кальп (по другим источникам: 2 великие кальпы). Как раз восемь махакальп — это период за который Вселенная разрушается водой. Этот мир расположен на высоте 81 920 йоджан над Землёй.
2. Боги безграничного сияния (IAST: Apramāṇābha , IAST: Appamāṇābha , тиб. tshad.med 'od') — мир дэвов «неограниченного сияния», которое выбирается как фокус медитации. Продолжительность жизни в этом мире — 4 великие кальпы. Этот мир расположен на высоте 40 960 йоджан над Землёй.
3. Боги ограниченного сияния (Parīttābha , Parittābha , тиб. od chung) — мир дэвов «ограниченного сияния». Продолжительность жизни в этом мире — 2 великие кальпы. Этот мир расположен на высоте 20 480 йоджан над Землёй.

#### Перваядхьяна: мир Брахмы (Brahmā)
Медитационное сосредоточение дэвов в мирах Брахмы IAST: Brahmā соответствует первой дхьяне, это состояние характеризуется наблюдением (vitarka), отражением (vicāra), восхищением (prīti) и радостью (сукха (sukha)). Этот мир, также как и все существа Сферы чувственного, уничтожим огнём в конце махакальпы.
1. Великий Брахма (Mahābrahmā, тиб. tshangs.pa chen.po) — мир Великого Брахмы, которого теисты считают творцом мира, он обладает титулом «Брахма, Великий Брахма, Победитель, Непобедимый, Всевидящий, Всемогущий, Господин, Деятель и Творец, Правитель, Указующий и Приказывающий, Отец всех кто был и будет». Брахмаджала-сутта (Brahmajāla Sutta (DN.1)) говорит, что Великий Брахма пришёл из мира Абхасвара и упал в низший мир по причине исчерпания заслуг, переродившись в миру Брахмы один; забыв своё предыдущее существование, он представил себя появившимся в мире безо всякой причины. Махабрахма ростом полторы йоджаны, его жизнь длится одну кальпу (по вибхаджьяваде) или пол-кальпы сарвастивада, но он не может жить долее, чем три четверти великой кальпы. Этот мир расположен на высоте 10 240 йоджан над Землёй.
2. Жрецы Брахмы Брахмапурохита (Brahmapurohita, тиб. tshangs.'khor) — мир «министров Брахмы», существ, спустившихся из мира Абхасвара, они — товарищи Великого Брахмы после того, как он проведёт некоторое время в одиночестве. Так как они возникли в процессе желания Брахмы создать себе компаньонов, они уверены, что Великий Брахма — их создатель и господин. Они ростом в йоджану и проживают половину кальпы (по вибхаджьяваде) или целую кальпу (сарвастивада). Если они родятся потом в низшем мире, они могут частично вспомнить своё предыдущее рождение и учить доктрине о Брахме как Создателе, как подтверждённой истине. Этот мир расположен на высоте 5120 йоджан над Землёй.
3. Сонмище Брахмы Брахмапаришадья IAST: Brahmapāriṣadya or Brahmapārisajja , тиб. tshangs.ris) — мир «советников Брахмы», существ, принадлежащих окружению Брахмы. Их называют Брахмакаики (Brahmakāyika), но это — общее название для обитателей миров Брахмы. Они ростом в пол-йоджаны и проживают треть кальпы (по вибхаджьяваде) или половину кальпы (сарвастивада). Этот мир расположен на высоте 2560 йоджан над Землёй.

### Сфера чувственного(Kāmadhātu)
Существа, рождённые в Сфере чувственного (Kāmadhātu, Pāli: Kāmaloka; тиб. dod.pa'i khams) отличаются по степени счастья или несчастья, но все они, в отличие от архатов и Будд, подвержены влиянию демона Мары — они находятся во власти страстей, и поэтому погружены в страдания.
Сферу чувственного также населяют дэвапутты. Эти особые божества известны тем, что имеют физические воплощения. Они целенаправленно перерождаются в материальном мире, для совершения геройских поступков, защиты буддийской Дхармы, а также в виде Солнца или Луны.

#### Небеса
К небесам богов (дэвов) относятся четыре мира в виде квадратов со стороной 80 000 йоджан, которые плывут по воздуху над горой Сумеру. На небесах имеется следующие четыре местопребывания:
1. Боги, контролирующие наслаждения, магически созданные другими Паринимитра-вашавартин (Parinirmita-vaśavartin, Paranimmita-vasavatti, тиб. gzhan.'phrul dbang.byed) — небеса богов, обладающих «силой над другими существами». Эти боги не создают новых магических форм для наслаждения самих себя, но их желания удовлетворяются действиями других дэвов ради них. Правителя этого мира зовут Вашавартин (Vaśavartin, Pāli: Vasavatti), кто живёт дольше всего, кто самый могучий и счастливый и радостный и восторженный по сравнению со всеми дэвами. И в этом мире также дом для существа, принадлежащего к роду дэвов, по имени Мара, который стремится удержать все существа в Сфере чувственного, привязав их к чувственным удовольствиям. Иногда Мару называют Вашавартином, но обычно этих двух обитателей данного мира принято разделять. Существа этого мира высотой 4500 футов и живут 9 216 000 000 лет (сарвастивада). Высота этого мира 1 280 йоджан над Землёй.
2. Боги, наслаждающиеся магическими творениями Нирманарати (IAST: Nirmāṇarati , Nimmānaratī , тиб. phrul.dga) — это мир дэвов, наслаждающихся своими магическими творениями. Эти боги могут творить что угодно для собственного удовольствия. Правитель этого мира называется Сунирмита (Sunirmita, Pāli: Sunimmita); жена у него Висакха (Visākhā), ранее предводительница упасаков. Существа этого мира высотой 3750 футов и живут 2 304 000 000 лет (сарвастивада). Высота этого мира 640 йоджан над Землёй.
3. Боги состояния блаженства, мир Тушита (IAST: Tuṣita, Tusita , тиб. dga'.ldan) — Мир жизнерадостных дэвов. В этом мире был рождён Бодхисаттва перед тем как спустится в мир людей. Несколько тысяч лет назад Бодхисаттвой этого мира был Шветакету (Śvetaketu, пали: Setaketu), который переродился Сиддхартхой и стал Буддой Шакьямуни; после этого следующим Буддой станет Натха (или Натхадэва), который переродится Аджитой и станет Буддой Майтрея (Pāli: Metteyya). Так как бодхисаттвы обычно жители Тушиты, правитель этого мира называется дэва Сантушита (Santuṣita, Pāli: Santusita). Существа этого мира высотой 3000 футов и живут 576 000 000 лет (сарвастивада). Высота этого мира 320 йоджан над Землёй.
4. мир Яма (Yāma, тиб. thab.bral) — называется также «небеса без сражений», потому что это первый уровень, физически отделённый от проблем земного мира. Миром Ямы правит дэва Суяма (Suyāma); его жена — перерождение Сиримы, куртизанки из Раджагрихи, которая во времена Будды была очень щедрой к монахам. Существа этого мира высотой 2 250 футов и живут 144 000 000 лет (сарвастивада). Высота этого мира 160 йоджан над Землёй.

#### Местопребывания Сумеру (Sumeru)
Гора Сумеру — пик необычной формы в самом центре мира, вокруг этой горы вращаются Солнце и Луна. Основание горы погружено в глубокий океан, гора окружена несколькими кругами меньших гор и океанов. Три мира находятся на горе или вокруг неё. Мир тридцати трёх богов находится на вершине, мир четырёх Небесных Царей на её склонах, мир асуров у её основания. Сумеру, горы и океаны вокруг неё — место не только где живут эти божества, но и обитель огромного количества сказочных созданий, которые редко встречаются в мире людей.
- Тридцать три бога (IAST: Trāyastriṃśa, IAST: Tāvatiṃsa , тиб. sum.cu.rtsa.gsum.pa) — Мир тридцати трёх дэвов — широкая плоская площадка на вершине горы Сумеру, наполненная дворцами и садами. Правитель этого мира — Шакра, господин богов. Помимо самих тридцати трёх богов, которые владеют соответствующими секторами неба, в этом мире живут много других богов и фантастических существ, включая их помощников и нимф (апсары). Существа этого мира размером 1500 футов и живут 36 000 000 лет (сарвастивада), или же 3/4 йоджаны высотой и живут 30 000 000 лет (вибхаджьявада). Этот мир находится на высоте 80 йоджан над Землёй.
- Четыре Небесных Царя (Cāturmahārājikakāyika, Cātummahārājika, тиб. rgyal.chen bzhi) — мир четырёх царей находится на склонах горы Сумеру, но его обитатели живут в воздухе вокруг горы. Этим миром управляют Четыре Царя, которых зовут Вирудхака (IAST: Virūḍhaka), Дхритараштра (IAST: Dhṛtarāṣṭra), Вирупакша (IAST: Virūpākṣa), и их предводитель Вайшравана (IAST: Vaiśravaṇa). В этом мире живут также боги, сопровождающие Солнце и Луну, а также подчинённые царям существа — гномы IAST: Kumbhāṇḍas, гандхарвы (Gandharva), наги (змеи или драконы) и якши (IAST: Yakṣas, гоблины). Существа этого мира размером 750 футов и живут 9 000 000 лет (сарвастивада), или же 90 000 лет (вибхаджьявада). Этот мир находится на высоте 40 йоджан над уровнем моря.
- Асуры (тиб. lha.ma.yin) — этот мир лежит у подножия горы Сумеру и частично в глубине океана. Это божества низкого ранга, демоны, титаны. Асуры, завидуя богам, проявляют гнев, гордость, воинственность и хвастовство, их интересует власть и самовоздвижение. Здесь — не изначальное местопребывания асуров, но их прогнали с горы за пьянство и буйство. Они всё время сражаются, чтобы вернуть прежнее место жительства, но они не способны пройти через стражников мира Четырёх Небесных Царей. У них нет единого лидера, а есть отдельные сражающиеся группировки, среди их предводителей известны Вемачитрин (Pāli: Vepacitti) и Раху.

#### Земные местопребывания
- Люди IAST: Manuṣyaloka, тиб. mi) — Люди и человекоподобные существа живут на земной поверхности. Континенты окружены горами, в том числе Сумеру, и огромным океаном. Океан ограничен стеной гор Чакравада (IAST: Cakravāḍa, пали IAST: Cakkavāḷa), которая ограничивает мир по горизонтали. В этом океане имеется четыре континента, которые по сути дела — лишь небольшие острова. Достичь других континентов невозможно на обычных парусных судах, потому что океан огромен. Однако в прошлом, когда правил царь-чакравартин можно было посещать другие континенты с помощью летающей гондолы Чакраратны (cakraratna, Pāli cakkaratana). Вот список четырёх континентов:

1. Континент Джамбудвипа (Jambudvīpa, Jambudīpa) находится на юге и населён обычными людьми. Он похож на повозку или на треугольник, смотрящий на юг (это описание возможно соответствует форме Индии как субконтинента). Континент размером 10 000 йоджан (вибхаджьявада) или периметром 6 000 йоджан (сарвастивада). Название континента произошло от дерева джамбу (Syzygium cumini) высотой 100 йоджан, которое растёт на континенте. На каждом континенте есть своё гигантское дерево. Все Будды появляются на Джамбудвипе. Люди здесь ростом пять-шесть футов, а продолжительность жизни — от 10 до 84 000 лет.
2. Континент Пурвавидеха (Pūrvavideha, Pubbavideha) находится на востоке имеет форму полукруга, плоская сторона которого находится на западе, в сторону горы Сумеру. Континент размером 7000 йоджан (вибхаджьявада) или периметром 6350 йоджан и плоской стороной в 2000 йоджан (сарвастивада). На этом континенте растёт дерево акация. На континенте живут люди ростом 12 футов и продолжительности жизни 250 лет.
3. Континент Апарагодания или Годания (Aparagodānīya, Aparagoyāna) находится на западе, он круглой формы и периметром 7500 йоджан (сарвастивада). На нём растёт дерево Кадамбу. Жители этого континента не имеют домов и спят на земле. Они высотой 25 футов и живут 500 лет.
4. Континент Уттаракуру (Uttarakuru) находится на севере, и имеет квадратную форму. Его периметр 8000 йоджан, а сторона 2000 йоджан. На нём растёт дерево Кальпаврикша (IAST: kalpavṛkṣa (Pāli: kapparukkha)) или кальпа-дерево, потому что это дерево живёт целую кальпу. Жители Уттаракуру очень благополучны. Им не нужно работать для пропитания, еда там растёт сама, и у них нет личной собственности. Их города построены в воздухе. Ростом они 48 футов, и живут 1000 лет, их защитником является Вайшравана (IAST: Vaiśravaṇa).

- Животные (Tiryagyoni-loka, Tiracchāna-yoni, тиб. dud.'gro) — В этом мире живут все виды животных, которые испытывают страдания, от малейших насекомых до слонов.

- Преты (Pretaloka, Petaloka, тиб. yi.dvags) — голодные духи, которые не могут удовлетворить своих желаний. Несмотря на изобилие пищи в мире прет, они не могут насытиться, ибо животы у них огромные, а рты не больше игольного ушка. Претами рождаются те, кто в прошлой жизни были скупыми, жестокими и прожорливыми. Они живут в пустынях и заброшенных местах.

#### Ады(Naraka)
В мире адских существ обитатели подвержены тяжёлым мучениям вследствие своих кармических деяний (то есть деяний прошлой жизни). В отличие от христианского или мусульманского ада, мучения не вечные: после довольно длительного срока искупления негативная карма очищается, и существа могут переродиться в высших мирах.
Обычно считается, что адские подземелья в этом мире расположены под континентом Джамбудвипа. При этом отмечается, что в неисчислимом количестве миров существует также неисчислимое количество адов.

##### Восемь холодных адов
1. Арбуда-нарака (Arbuda) — ад волдырей.
2. Нирарбуда-нарака (Nirarbuda) — ад разбухающих волдырей.
3. Атата-нарака (IAST: Aṭaṭa) — ад, когда трясёт от холода.
4. Хахава-нарака (Hahava) — ад плача и стона.
5. Хухува-нарака (Huhuva) — ад стучащих зубов.
6. Утпала-нарака(Utpala) — ад голубого лотоса.
7. Падма-нарака (Padma) — лотосовый ад.
8. Махападма-нарака (Mahāpadma) — великий лотосовый ад.

Пребывание в каждом следующем из этих адов в 20 раз больше, чем в предыдущем.

##### Восемь горячих адов
1. Санджива-нарака (Sañjīva) — ад оживления. Пребывание в этом аду занимает 162⋅1010 лет.
2. Каласутра-нарака (Kālasūtra) — ад чёрных сечений. Пребывание в этом аду занимает 1296⋅1010 лет.
3. Сангхата-нарака (IAST: Saṃghāta) — сокрушающий ад. Пребывание в этом аду занимает 10 368⋅1010 лет.
4. Раурава-нарака(Raurava) — ад воплей. Жизнь в этом аду составляет 82 944⋅1010 лет.
5. Махараурава-нарака (Mahāraurava) — ад великих воплей. Жизнь в этом аду составляет 663 552⋅1010 лет.
6. Тапана-нарака (Tapana) — жаркий ад. Жизнь в этом аду составляет 5 308 416⋅1010 лет.
7. Пратапана-нарака(Pratāpana) — ад великого жара. Пребывание в этом аду занимает 42 467 328⋅1010 лет.
8. Авичи-нарака (Avīci) — непрекращающийся ад. Пребывание в этом аду занимает 339 738 624⋅1010 лет, до конца антаракальпы.

### Основа Земли
В центре Земли находится гора Сумеру высотой 80 000 йоджан, такова же глубина океана. Внизу находится «золотая земля», достаточно крепкая субстанция, которая может выдержать вес горы Сумеру. Её глубина 320 000 йоджан. Золотая Земля находится на воде глубиной в 8 000 000 йоджан. Под слоем воды находятся «круг ветра» глубиной 16 000 000 йоджан и также значительно более широкий. Этот круг является основой более 1000 различных миров.

## Сахасра (космология тысяч)
Сахасра — космология, описывающая расположение миров по горизонтали. Четыре неба Сферы чувственного Камадхату занимают ограниченное пространство на вершине горы Сумеру. Три мира Брахмы простираются до горной стены Чакравады, заполняя всё небо. Вся система миров, начиная от мира Великого Брахмы до самого дна воды составляет законченную систему мироздания (вселенную). Эта вселенная существует одну Великую Кальпу (махакальпу) и завершает своё существование, сгорая в огне.
Над миром Великого Брахмы находятся миры Абхасвара. Они простираются вширь и содержат в себе тысячи отдельных вселенных, каждая со своей горой Сумеру, стеной Чакравада, Солнцем и Луной и четырьмя континентами. Вся такая полная система миров с 1000 вселенными называется малым килокосмом (IAST: sāhasra-cūḍika-lokadhātu). Вселенная малого килокосма существует 8 махакальп и завершает своё существование, погружаясь в воду.
Над миром Абхасвара находятся мир Шубхакритсна (IAST: Śubhakṛtsna), объединяющий 1000 малых килокосмов, а всего миллион обычных вселенных. Эта большая вселенная называется dvisāhasra-madhyama-lokadhātu или средним мегакосмом. Эта вселенная существует 64 Великие Кальпы и завершает своё существование от ветра.
Точно также над миром Шубхакритсна существуют миры Шудхаваса и Брихатпала, они охватывают тысячу таких мегакосмов или миллиард вселенных, такой мир называется trisāhasra-mahāsāhasra-lokadhātu — «великим гигакосмом».

## Периоды времени
Космология времени поясняет, каким образом возникает и разрушается вселенная. Как и все индийские космологии, предполагается что время бесконечно и циклично. Это не значит повторения тех же самых событий, но говорит о некоторой структуре или ритме, типа смены дня-ночи или сезонов и общего характера событий.
Основная единица измерений — махакальпа (Великая Кальпа) или великий эон. Точная длина этого периода в годах не была определена точно, но это очень большой период, и измеряется в миллиардах лет если не ещё больше.
Великая Кальпа делится на четыре обычных кальпы или эона, эти эоны отличаются друг от друга по стадии эволюции вселенной. Вот последовательность этих четырёх кальп:
1. Вивартакальпа Vivartakalpa «эон эволюции» — период, когда вселенная разворачивает своё существование.
2. Вивартастхаикальпа Vivartasthāyikalpa «эон эволюции-длительности» — во время этого периода вселенная находится в стабильном состоянии.
3. Самвартакальпа IAST: Saṃvartakalpa «эон угасания» — в течение этого периода вселенная сворачивается и угасает.
4. Самвартастхаикальпа IAST: Saṃvartasthāyikalpa «эон угасания-длительности» — в течение этого периода вселенная остаётся в состоянии пустоты

Каждая из этих кальп состоит из двадцати антаракальп (Pāli antarakappa, «внутренние эоны») примерно одинаковой длительности. Для Самвартастхаикальпы это деление скорее номинально, так как ничего не меняется, но для других трёх кальп эти периоды обозначают внутренние циклы в кальпе.

### Вивартакальпа
Вивартакальпа начинается с подъёма первозданного ветра, который начинает придавать вселенной, разрушенной в предыдущей махакальпе, структуру. Степень разрушения и тип эволюции могут различаться, но во всех случаях речь идёт о спуске существ из высших миров в низкие, где они перерождаются. Великий Брахма находит своё рождение из мира богов Ахасвара, это первое существо, а потом появляются следующие существа, постепенно заполняя все миры от мира Брахмы до адов. Во время Вивартакальпы появляются первые люди; они не похожи на современных людей, они светятся собственным светом, могут летать по воздуху без механических приспособлений, и живут долго, не требуя питания; то есть они больше похожи на низкого уровня божества чем на теперешних людей.
Им не требуется питание, но земля в то время похожа на сладкий пирог, и они пробуют её, чувствуя к ней влечение и интерес. Постепенно их тела становятся тяжелее и больше похожи на тела современных людей; они теряют способность излучать свет, начинают отличаться по внешнему виду и их продолжительность жизни уменьшается. Они разделяются по полу и начинают сексуальную активность. Постепенно в их среде возникает жадность, воровство, злоба, у них образуются разные социальные группы, правительства, они выбирают себе царя, которого называют Махасаммата. Некоторые начинают охотиться и есть мясо животных, которые только появляются на земле. Этот процесс описан в Агганья-Сутте (DN.27).

### Вивартастхаикальпа

#### Первая антаракальпа
Вивартастхаикальпа начинается тогда, когда первое существо рождается в аду, и таким образом вся вселенная становится заполненной. За первый эон продолжительность жизни людей уменьшается с нескольких десятков тысяч лет до периода менее ста лет, как у современных людей. В начале первой антаракальпы люди в целом счастливы. Ими управляет чакравартин (носитель колеса) — единый монарх. Махасудассана-сутта (DN.17) рассказывает о чакравартине, который живёт 336 000 лет. Саккавати-сихананда-сутта (DN.26) рассказывает о поздней династии чакравартинов, Дальханеми (Daḷhanemi, санскрит: Dṛḍhanemi) и пяти его потомках, живших более 80 000 лет. Седьмой из этой линии нарушил традицию, отказавшись от власти и передав её сыну, завершив свою жизнь как шраман. В результате возникла бедность, началось воровство, были введены наказания, появились преступления и убийства.
Теперь продолжительность жизни людей быстро уменьшилась с 80 000 до 100 лет, наполовину с каждым поколением, по мере увеличения злодеяний: лжи, прелюбодеяния, злословия, жадности, ненависти, невежества, разврата, неуважения к родителям и старикам. В это время (согласно Махападана-сутте (DN.14) появилось три из четырёх будд: Будда Кракуччханда (Krakucchanda, Pāli: Kakusandha), когда продолжительность жизни составляла 40 000 лет; Канакамуни (Kanakamuni, Pāli: Konāgamana), когда продолжительность жизни составляла 30 000 лет; и Кашьяпа (Kāśyapa, Pāli: Kassapa), когда продолжительность жизни составляла 20 000 лет.
В наше время продолжительность жизни стала меньше 100 лет (Будда Шакьямуни жил 80 лет).
Остаток антаракальпы должен быть печальным — продолжительность жизни будет уменьшаться, мораль — падать, все несчастья — происходить и иметь деструктивные последствия. Люди будут жить 10 лет и жениться в пять лет, еды будет категорически не хватать, еда будет бедной и безвкусной, от морали ничего не останется. Правителями будут наиболее злобные и властные. Люди озвереют, будут нападать даже на членов семьи и охотиться друг на друга. Возникнет большая война, наиболее агрессивные убьют друг друга. Менее агрессивные разбегутся и будут прятаться в лесах и пещерах. Война ознаменует конец первой антаракальпы.

#### Вторая и последующие антаракальпы
По окончании войны те, кто выжил, будут выходить из своих укрытий и становиться менее агрессивными, привыкая к добрым делам. По мере привыкания к добродетельной жизни и отказу от пороков будет увеличиваться продолжительность жизни, улучшаться здоровье и благосостояние, и возрастать количество людей. За долгое время продолжительность жизни постепенно повысится с десяти до 80 000 лет, и тогда появится снова царь-чакравартин Санкха IAST: Saṅkha. Во время его правления Бодхисаттва того времени спустится с неба Тушита и родится под именем Аджита, станет шраманом и достигнет полного просветления как Будда, это будет Будда Майтрея (Pāli: Metteyya).
После ухода Майтреи мир опять станет хуже и события начнут повторяться, продолжительность жизни опять уменьшится и дойдёт до 10 лет.
Каждая антаракальпа завершается разрушительной войной, падением морали и одичанием людей, новая начинается с появлением морали, и расцвет цивилизации происходит в середине антаракальпы. После 19-й антаракальпы продолжительность жизни повысится до 80 000 лет и не упадёт, потому что закончится вся Вивартастхаикальпа.

### Самвартакальпа
Самвартакальпа наступает, когда мораль достаточно высока и постепенно существа перестают рождаться в адах. Потом пустеют ады, а далее пустеют миры претов, животных, а потом и людей, а за ними — асуров и богов.
Потом прекращаются рождения в мирах Брахмы, и под самый конец остаётся один Великий Брахма. В конце концов, приходит Великий Огонь и сжигает всё, включая трон Великого Брахмы, опустошая все миры ниже Абхасвары. Когда это произойдёт, наступает Самвартастхаикальпа.
Смысл Самвартакальпы в том, что человеческие существа в период расцвета уже не выбирают пути деградации и поднимаются в высшие миры, поднимаясь всё выше и выше до сферы форм и Абхасвары. В конечном итоге там спасаются все существа.
По некоторым буддийским текстам не исчезают полностью самые глубокие ады, и к моменту конца вселенной существа из этих адов переселяются отбывать наказание в другие миры.

### Самвартастхаикальпа
Об этой кальпе ничего нельзя сказать, так как ниже миров Абхасвары ничего не происходит. Когда кальпа кончается, снова начинают дуть космические ветры и восстанавливать изначальную структуру вселенной.

### Другие разрушения мира
Обычная процедура разрушения мира огнём возникает в конце Самвартастхаикальпы. Но каждые восемь Великих Кальп после семи разрушений мира огнём наступает следующее разрушение мира водой. Это разрушение более опустошительно, так как захватывает не только миры Брахмы, но и миры Абхасвары.
А каждые шестьдесят четыре махакальпы после 56 разрушений огнём и семи разрушений водой наступает разрушение мира ветром. Это самая разрушительная катастрофа, которая смывает также миры Шубхакритсны. Более высокие миры не уничтожаются никогда.

## Мировоззрения разных буддийских школ
Буддийская космология представлена в разделе абхидхармы как в тхераваде, так и в махаяне. Взгляд махаяны основан на традициях несохранившихся школ хинаяны: сарвастивады и саутрантики. Детальный анализ космологии имеется как в разделе сутры, так и в разделе винаи. Полную структуру Вселенной не описывает ни одна конкретная сутра: в одних сутрах описаны другие миры и уровни существования, в других — происхождение и развитие Вселенной. На языке пали полный синтез космогонических взглядов имеется в традиции вибхаджьявада, которая вошла в современную тхераваду; эти взгляды схожи, но не идентичны представлениям сарвастивады.
Вопреки расхожему мнению, палийский канон буддизма школы тхеравада тоже описывает окружающий людей мир очень подробно.